# Beth Behrs
Elizabeth Ann Behrs (n. 26 decembrie 1985, Lancaster, Pennsylvania, SUA) este o actriță americană cunoscută pentru rolul lui Caroline Channing în serialul de comedie 2 fete falite. Behrs a fost nominalizată la Premiile Teen Choice și People's Choice Awards pentru interpretarea sa. După ce a debutat pe marele ecran în filmul de comedie Plăcintă americană: Cartea dragostei⁠(d) din 2009, aceasta s-a concentrat pe seriale de televiziune. A apărut în lungmetrajele Chasing Eagle Rock⁠(d) și Hello, My Name Is Doris⁠(d) din 2015, a fost vocea personajului Carrie Williams în filmul de animație Universitatea monștrilor (2013) și a lui Moochie în serialul Home: Adventures with Tip & Oh⁠(d). În 2018, a obținut rolul Gemmei Johnson în sitcomul companiei CBS Vecinii noștri.
Pe lângă cariera de actriță, Behrs a scris o carte de dezvoltare personală⁠(d) și benzile desenate⁠(d) Dents. De asemenea, aceasta este implicată în acte de caritate și a fondat Fundația SheHerdPower, care ajută victimele agresiunilor sexuale.

## Biografie
Behrs s-a născut pe 26 decembrie 1985 în Lancaster, Pennsylvania, prima fiica a lui David Behrs, un administrator de colegiu, și a lui Maureen Behrs, o învățătoare. Aceasta are o soră mai mică. În 1989, familia ei s-a mutat în Springfield, Virginia, iar mai târziu în Lynchburg, Virginia⁠(d), unde a copilărit. A început să cânte în teatru la vârsta de patru ani și a jucat fotbal.  A fost elevă în cadrul Liceului E. C. Glass⁠(d).
La vârsta de 15 ani, Behrs s-a mutat împreună cu familia în comitatul Marin, California⁠(d). Acolo a început să participe la cursurile Liceului Tamalpais⁠(d) în 2001 și a fost acceptată în programul de teatru al școlii. A absolvit liceul în 2004. Behrs a studiat la American Conservatory Theatre⁠(d) din San Francisco și a apărut în piesa de teatru muzical Dangling Conversations: The Music of Simon and Garfunkel și în piesele de treatru Korczak's Children și A Bright Room Called Day⁠(d). Aceasta s-a pregătit să devină cântăreață.
Behrs s-a mutat la Los Angeles, California în 2004 pentru a studia actoria la UCLA School of Theatre, Film and Television⁠(d). În 2005, a interpretat-o pe Sandy Dumbrowski în producția Grease⁠(d) la Teatrul Ray of Light⁠(d) din San Francisco și a fost numită Miss Comitatul Marin în 2006. A început să participe la audiții pentru roluri în ultimul an de facultate și a absolvit în 2008 cu o diplomă de licență în studii critice. După absolvirea colegiului, Behrs a primit o bursă din partea Fundației Young Musician’s.

## Cariera
Behrs a obținut primul său rol de film în comedia pentru adolescenți Plăcintă americană: Cartea dragostei, film turnat în Vancouver timp de șapte, începând din martie 2009. Al șaptelea film al seriei Plăcintă americană⁠(d), a fost lansat direct-pe-DVD pe 22 decembrie 2009. A urmat un rol în Adventures of Serial Buddies⁠(d), o comedie independentă despre un grup de criminali în serie. În distribuția sa mai apar Christopher Lloyd, Kathie Lee Gifford⁠(d) și Artie Lange⁠(d). La sfârșitul anului 2010, Behrs a turnat filmul independent Route 30, Too! în Chambersburg, Pennsylvania⁠(d).
Behrs a început să lucreze în seriale de televiziune NCIS: Los Angeles și Castle. În 2011, lucra ca bona și la Geffen Playhouse⁠(d) din Westwood, când a participat la o audiție pentru sitcomul 2 fete falite al companiei CBS. A obținut rolul principal după șapte audiții. Behrs interpretează rolul lui  Caroline Channing, o moștenitoare din Upper East Side, care este forțată să devină chelneriță la un restaurant din Williamsburg, Brooklyn⁠(d) după ce tatăl său este arestat pentru infracțiuni financiare. Serialul este produs de comedianul Whitney Cummings⁠(d) și de producătorul Sex and the City, Michael Patrick King⁠(d). În martie 2016, CBS a anunțat  lansarea celui de-al șaselea sezon. Pe 12 mai 2017, serialul a fost anulat după numai șase sezoane. Începând din 2018, Behrs apare în rolul Gemmei Johnson în serialul Vecinii noștri.
În 2013, Behrs a apărut în It's a Brad, Brad World⁠(d), un reality show⁠(d) cu stilistul Brad Goreski⁠(d). Aceasta a fost prezentator la Premiile Academy of Country Music Awards 2013⁠(d). A realizat vocea personajului Carrie Williams în filmul de animație Universitatea monștrilor, un prequel al filmului  Compania monștrilor din 2001. A apărut alături de Sally Field și Max Greenfield în comedia independentă Hello, My Name Is Doris, regizată de Michael Showalter⁠(d). Behrs și-a făcut debutul pe scenă în Manhattan în iunie 2016 la Teatrul Lucille Lortel⁠(d) în piesa de comedie a lui Halley Feiffer⁠(d) - A Funny Thing Happened on the Way to the Gynecologic Oncology Unit at Memorial Sloan-Kettering Cancer Center of New York City.
Pe lângă actorie, Behrs este și autor. Din 2016, aceasta creează benzile desenate online⁠(d) Dents împreună cu prietenul său din copilărie Matt Doyle⁠(d). influențată de benzile desenate X-Men, proiectul explorează teme precum sexualitatea, feminismul și problemele de mediu⁠(d). Behrs a lansat cartea The Total Me-Tox: How to Ditch Your Diet, Move Your Body & Love Your Life în mai 2017; acolo își împărtășește experiența personală despre sănătate și fericire.

## Viața personală
Behrs și actorul Michael Gladis⁠(d) s-au logodit pe 10 iulie 2016, după o relație de șase ani. Au apărut împreună într-un scurtmetraj intitulat The Argument în 2012 pentru site-ul de comedie Funny or Die⁠(d). Pe 21 iulie 2018, cuplul s-a căsătorit la Moose Creek Ranch din Victor, Idaho⁠(d), chiar lângă valea Jackson Hole⁠(d). Behrs și Gladis au împreună o fiică, Emma George Gladis, născută în iunie 2022. Deși data nașterii nu a fost dezvăluită, Behrs a anunțat vestea într-o postare pe Instagram din 13 iunie.
Behrs este un fan al muzicii country și a prezentat premii la Premiile ACM⁠(d), CMT⁠(d) și CMA⁠(d). A apărut în videoclipul melodiei „Downtown⁠(d)” de Lady A⁠(d). În 2020, a început să găzduiască Harmonics with Beth Behrs, un podcast în care intervievează cântăreți și compozitori country și bluegrass⁠(d) cu invitați precum Glennon Doyle, Geeta Novotny, Mickey Guyton, Brandi Carlile, Tichina Arnold, Allison Russell și Mary Gauthier.
Behrs a început cursuri de hipoterapie⁠(d) în 2011 pentru a ajuta la gestionarea atacurilor de panică și a anxietății pe care le experimentase încă din perioada adolescenței.
Behrs a fondat Fundația SheHerdPower, unde victimele agresiunilor sexuale fac terapie asistată cu cai.

## Filmografie
| An   | Titlu                                   | Rol        | Note            |
| ---- | --------------------------------------- | ---------- | --------------- |
| 2009 | American Pie Presents: The Book of Love | Heidi      | Direct-to-video |
| 2011 | Adventures of Serial Buddies            | Brittany   |                 |
| 2012 | Route 30, Too!                          | Alien girl |                 |
| 2013 | Monsters University                     | PNK Carrie | Voce            |
| 2015 | Chasing Eagle Rock                      | Deborah    |                 |
| 2015 | Hello, My Name Is Doris                 | Brooklyn   |                 |

| An           | Titlu                          | Rol                      | Note |
| ------------ | ------------------------------ | ------------------------ | --- |
| 2010         | NCIS: Los Angeles              | Female caroler           | Episodul: "Disorder" |
| 2011         | Castle                         | Ginger                   | Episodul "Slice of Death" |
| 2011         | Pretty Tough                   | Regen                    | Serial Hulu |
| 2011–2017    | 2 Broke Girls                  | Caroline Wesbox Channing | Rol principal, 138 de episoade Nominalizată – Teen Choice Award for Choice TV Breakout Star: Female Nominalizată – People's Choice Award for Favorite TV Gal Pals (cu Kat Dennings) |
| 2014         | 40th People's Choice Awards    | Herself                  | Gazdă |
| 2015         | Repeat After Me                | Herself                  | 1 episod |
| 2016         | Home: Adventures with Tip & Oh | Moochie                  | Voce |
| 2018         | The Big Bang Theory            | Nell                     | Episodul: "The Separation Triangulation" |
| 2018–present | The Neighborhood               | Gemma Johnson            | Rol principal |

| An   | Artist          | Melodie    |
| ---- | --------------- | ---------- |
| 2013 | Lady Antebellum | "Downtown" |